# Печатка Техасу

Печатка штату Техас (аверс)

Печатка штату Техас (реверс

Велика печатка штату Техас (англ. The Seal of the State of Texas) — один з державних символів штату Техас, США.

## Історія
Державна печатка штату була розроблена на основі прийнятої 25 січня 1839 печатки Республіки Техас і затверджена Конституцією Техасу в 1845 роцу. У відповідній главі Конституції сказано, що печатка штату повинна використовуватися губернатором штату на офіційних документах, а емблема печатки повинна містити п'ятипроменеву зірку, оточену оливковою і дубової гілками, і мати в зображенні назва штату Техас.
В даний час використовується двостороння державна печатка штату Техас, представлена на затвердження в 1991 році Генеральним секретарем штату Джоном Ханном (молодшим) і затверджена губернатором штату Енном У. Річардсом.

## Дизайн
Печатка двостороння.

### Аверс
На аверсі зображено герб штату — біла п'ятипроменева зірка на лазуровому тлі, оточена дубовою й оливковою гілками. По зовнішньому кільцю печатки напис The State of Texas ("Штат Техас").

### Реверс
Реверс сплановано більш детально і містить центральне зображення щита, нижню половина якого поділено на дві частини. У нижній лівій частині щита розташована гармата періоду битви при Гонсалесі, в нижній правій частині — залізничний міст Вінса. Верхня половина щита зайнята зображенням місії Аламо. Сам щит оточений гілками дуба і оливи і кільцем з прапорів Королівства Франції, Королівства Іспанії, Мексиканських Сполучених Штатів, Республіки Техас, Конфедеративних Штатів Америки та Сполучених Штатів Америки. Над щитом знаходиться девіз англійською мовою «Пам'ятай Аламо!» («Remember the Alamo»), під щитом — напис «Texas one and indivisible» («Техас єдиний і неподільний»). У верхній центральній частині реверса між прапорами зображена біла п'ятипроменева зірка.